# Günther Schwab

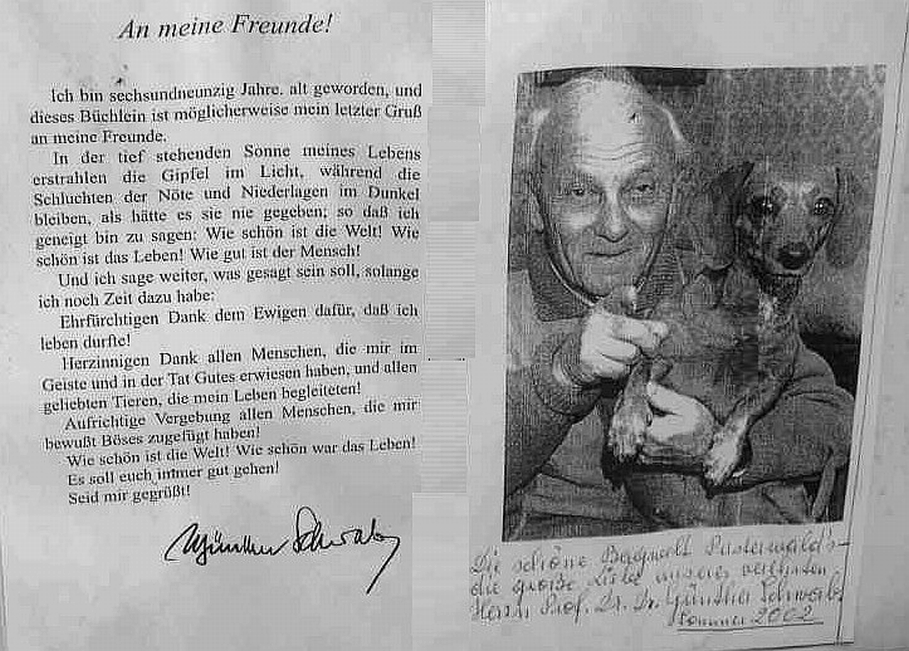
Tanzstattkapelle Wölzer Tauern

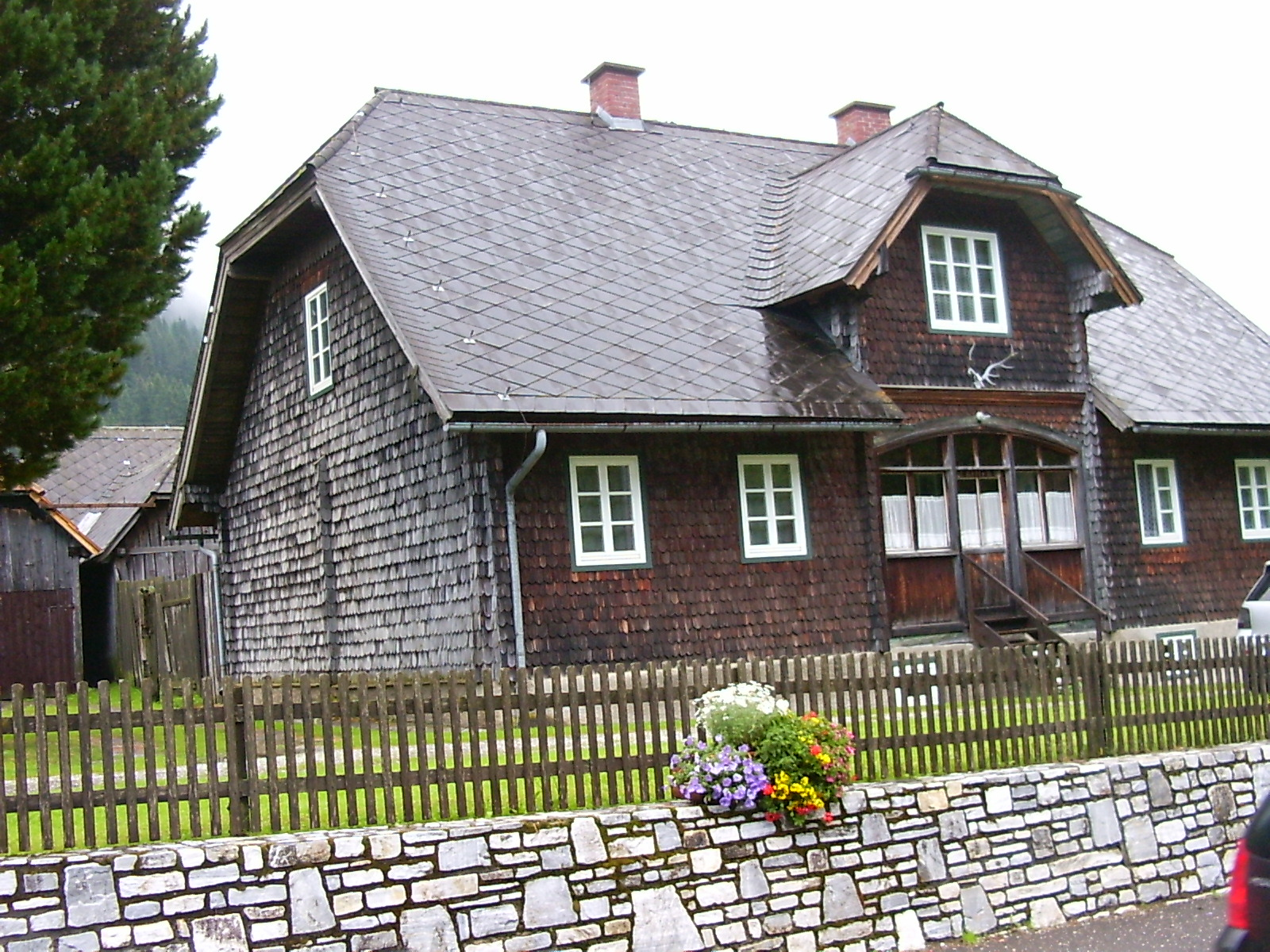
Försterhaus in Pusterwald Steiermark

Günther Schwab (* 7. Oktober 1904 in Prag; † 12. April 2006 in Salzburg) war ein österreichischer Schriftsteller. Schwab tat sich besonders als Erzähler und Essayist, aber auch als Drehbuch- und Hörspielautor hervor. Er setzte sich in seinen Büchern schon früh für den aktiven Umweltschutz ein (z. B. Der Tanz mit dem Teufel, 1958).

## Leben

### Vor 1945
Schwab wuchs zunächst in Prag auf. Sein Vater war Großkaufmann. 1918 siedelte seine Familie nach Wien um. Er absolvierte dort eine Ausbildung an der Handelsakademie und war kurze Zeit im Bankwesen tätig. Danach studierte er Forstwirtschaft und trat 1923 kurz in den Forstdienst ein. Es folgten sieben Jahre Auslandsaufenthalte in Italien, Spanien, Frankreich, Korsika, Algerien, Marokko, Deutschland und Polen. 1930 kehrte er nach Österreich zurück. Dort wurde er in Niederösterreich und der Steiermark in Pusterwald als Forstverwalter tätig.
Am 1. Oktober 1930 trat er der NSDAP bei (Mitgliedsnummer 441.909). 1931 trat er zusätzlich in die SA ein, wo er zuletzt den Rang eines Sturmführers bekleidete. 1935 veröffentlichte er im Speidel-Verlag den Roman Mensch ohne Volk, der 1939 auch in der Deutschen Kulturbuchreihe des Franz-Eher-Verlages, des Zentralverlags der NSDAP, als Lizenzausgabe erschien.
Am 3. November 1941 wurde Schwab in die Wehrmacht einberufen und kämpfte bis 1945 als Leutnant der Reserve an der Ostfront. Ende Mai 1945 kehrte er nach Österreich zurück.

### Nach 1945
1949 gründete der Autor die Zeitschrift Glücklicher Leben – der stille Weg, eine „unparteiliche, überkonfessionelle und internationale Zeitschrift zum Lebensschutz“, die später unter dem Titel Lebensschutz offizielles Organ des Weltbundes zur Rettung des Lebens (WRL) wurde. Der WRL wurde 1960 auf Schwabs Initiative hin gegründet, später in Weltbund zum Schutz des Lebens (WSL) umbenannt. Zum Präsidenten wurde Schwab gewählt. Dem WSL und dessen von Schwab herausgegebener Zeitschrift Lebensschutz wurden von verschiedenen Seiten Rassismus vorgeworfen.
Seit 1951 lebte er als freier Schriftsteller in Salzburg. Bereits 1949 war Abenteuer am Strom erschienen, eine überarbeitete Neuauflage des Romans Mensch ohne Volk von 1935. Das Buch weist in den Auflagen vor 1945 völkische Tendenzen auf, die in den Nachkriegsausgaben geringfügig in ihrer Wortwahl modernisiert oder ganz getilgt wurden: In den Neuauflagen fehlen u. a. die völkischen Grundsätze zur Arterhaltung.
1958 erschien sein Buch Der Tanz mit dem Teufel, in dem Schwab laut dem Extremismusforscher Klaus Schönekäs „völkisch-biologistische Ansichten“ niedergelegt habe.
1970 wurde Schwab Ehrenmitglied des Deutschen Kulturwerk Europäischen Geistes. Zwischen 1970 und 1986 war er Mitglied im wissenschaftlichen Beirat der rechtsextremen Gesellschaft für biologische Anthropologie, Eugenik und Verhaltensforschung. Von 1974 bis 1991 wurde er als solcher im Impressum der Zeitschrift der Gesellschaft Neue Anthropologie geführt.
In einem Beitrag von 1992 lamentierte Schwab, dass die Kultur allmählich absinken würde, weil sich die „Grenzfälle des störend schwach Normalen“ und die „Beschränkten“ stärker vermehren würden als die Begabten. Die Folge wäre „der Geltungsverlust der weißen Rasse in aller Welt“.
Günther Schwab verstarb am 12. April 2006 im Alter von 101 Jahren in Salzburg. Sein Nachlass enthielt einen Bestand nationalsozialistischer Schriften, in denen sich Schwab bis weit in die 1970er Jahre Notizen gemacht hatte.

### Auszeichnungen
1954 erhielt Günther Schwab das Ehrenzeichen „Gold“ des Naturschutzbunds Österreich und 1980 den Kulturpreis der Stadt Salzburg. 2004 überreichte der Zweite Landtagspräsident Michael Neureiter (ÖVP) ihm anlässlich seines 100. Geburtstages das vom Bundespräsidenten verliehene Österreichische Ehrenkreuz für Wissenschaft und Kunst I. Klasse und den persönlichen Ehrenbecher von Landeshauptfrau Gabi Burgstaller (SPÖ).

## Literarisches Werk
Zu Schwabs bekanntesten Werken gehören neben Abenteuer am Strom der Roman Der Tanz mit dem Teufel und der zu seinen Jugendbüchern zählende Hunderoman Sieben Dackel und Marisa sowie Der Förster vom Silberwald. Dieses Buch wurde 1956 im Gefolge des im Februar 1955 gestarteten gleichnamigen Heimatfilms veröffentlicht.
Im Roman Der Tanz mit dem Teufel stellt er die Kernspaltung als eine verbrecherische Verschwörung der geheimen Gesellschaft von Teufeln dar, durch welche die Menschheit verdorben werden soll. Er beschreibt insbesondere die propagandistischen Methoden, um die Kernkraftwerke in der Öffentlichkeit harmlos erscheinen zu lassen. Als dramaturgisches Mittel verwendet er dabei die Erlebnisse eines jungen Pärchens, das zufällig hinter die Kulissen dieser Geheimorganisation blicken kann. Joachim Radkau sieht in dem Roman eine „Kampfschrift“, die zu einem frühen Zeitpunkt „ein erstaunlich breites Spektrum von Argumenten gegen die Kerntechnik brachte“. Zugleich zeige sie auf, „wie die damalige noch wissenschaftsferne Situation der Kernkraft-Kritiker dazu verleitete, selbst vernünftige Argumente in einem dämonologischen Gewand zu präsentieren“. Laut Jan Grossarth ist Der Tanz mit dem Teufel „ein politisches Pamphlet, das als Roman verkleidet ist, doch mit Fußnoten gespickt wie eine Doktorarbeit“. In Schwabs „verschwörungsliterarische[m] Hauptwerk“ gehe es um „jenen sozialdarwinistisch durchtränkten Naturkitsch, der die geistige Basis der Blut-und-Boden-Ideologie war“.
Mit dem Roman Die Leute von Arauli hat Günther Schwab vielleicht das reifste seiner Werke geschrieben. Das abgeschiedene Hochgebirgstal von Arauli (Pusterwald) ist letzter Zufluchtsort für jene Existenzen, die sonst keinen Platz auf der Welt mehr haben: Kein Außenstehender darf in diese verworrene Gemeinschaft eindringen, die jeden fremden Einfluss – und sei es auch mit Gewalt – von sich fernzuhalten sucht. Die beispiellose Härte des Daseins, brutaler Egoismus und Missgunst haben in den Menschen hier beinah jeglichen Sinn für das Gute abgetötet.

## Drehbuchautor
Schwab war einer von vier Autoren des Drehbuchs für den österreichischen Film Echo der Berge. Dieser Film lief in Deutschland unter dem Titel Der Förster vom Silberwald. Ursprünglich sollte der Film ein positives Bild des Jägerberufes darstellen und wurde letztlich im Auftrag des österreichischen Bundesjägermeisters Franz von Mayr-Melnhof gedreht. Mayr-Melnhof hatte zunächst selbst den Entwurf für ein Drehbuch gemacht und ließ den Text von Schwab überarbeiten. Ähnlich wie in Schwabs Roman Abenteuer am Strom waren auch hier einzelne Stadtbewohner „Träger von Jagdidee“ und Naturverbundenheit, während die Einheimischen ihren Silberwald opfern wollten: „Zentrales Symbol dieser Naturverbundenheit war die naturgerechte Jagd, wobei der Jäger als Schützer der Natur, als Heger und Pfleger der Tierwelt auftrat.“ Naturschützer übernahmen in der Folgezeit die Stilsprache dieses und anderer Heimatfilme. Adolf Heinzlmeier und Berndt Schulz bezeichneten im Lexikon „Filme im Fernsehen“ 1990 das Werk als „Umweltschnulze der frühen Jahre“.

## Werke (Auszug)
- Mensch ohne Volk. Wien, Verlag W. Scheuermann 1935.
- Der Wind über den Feldern. Wien, Leipzig: Tieck Verlag 1937.
- Kamerad mit dem haarigen Gesicht. Wien: Wilhelm Frick Verlag 1941.
- Das Glück am Rande. Wien: Walther Scheuermann Verlag 1949.
- Abenteuer am Strom. 1949, leicht veränderte Fassung des Romans Mensch ohne Volk.
- Land voller Gnade. Wien: Kremayr u. Scheriau 1952.
- Der Förster vom Silberwald. Bonn, München, Wien: Bayerischer Landwirtschaftsverlag 1956.
- Das heilige Erbe. Drehbuch nach einer Idee von Franz Mayr-Melnhof, Regie: Alfred Solm, 1956
- Der Tanz mit dem Teufel - Ein abenteuerliches Interview. Hannover: Adolf Sponholtz Verlag 1958.
- Des Teufels Küche. Hannover: Adolf Sponholtz Verlag 1959.
- 7 Dackel und Marisa. Salzburg: Das Bergland-Buch 1965.
- Morgen holt dich der Teufel. Neues, Verschwiegenes und Verbotenes von der "friedlichen" Atomkernspaltung. Salzburg/Stuttgart: Das Bergland-Buch 1968
- Die Leute von Arauli. Wien: Kremayr u. Scheriau 1976.
- Heute kann man darüber lachen. Wien: Sensen-Verlag 1978.
- Schwer, ein Mensch zu sein. Wien: Sensen-Verlag 1981.
- Verspielt die Zukunft nicht. Salzburg: Verlag "Das Bergland-Buch" 1984.